# Раменоноги
Раменоноги (Brachiopoda, на гръцки brachion – ръка от плешка до китка, pous, podos – крак) са водни безгръбначни животни с несегментирано тяло и външна двуделна черупка. Външно приличат на мидите, но при тях черупките са странични.

## Морфология
Раменоногите са с размери от 5 mm до 8 cm. Притежават дорзална и вентрална черупка, които са снабдени с мускули за отваряне. Отвън те са покрити с органично вещество наречено периостракум. Вентралната черупка е по-голяма и в задната си част има клюноподобен израстък. Той е перфориран и през него преминава месесто краче, с което животното се прикрепва за дъното на морския басейн.
Телесната стена е съставена от епидермис, съединителна тъкан и ресничеста целомна подложка. Две двойни гънки отпред образуват гръбен и коремен мантиен лоб. Те имат малки брадавички, които продуцират черупката. Целомът е добре развит и изпълнен с течност. Притежават добре развит лофофор, който увеличава повърхността за храносмилане. В основата му се отваря уста, която постепенно преминава в глътка, стомах с двойни жлези за храносмилане, сляпо черво и анус. Някои видове нямат анус.
Дихателна система липсва, но вероятно раменоногите дишат с помощта на мантийните си лобове. Притежават отворена кръвоносна система. Имат малко пулсиращо сърце и гръбен кръвоносен съд. Кръвта е оцветена. Отделителната система е представена от две двойки нефридии. В отделянето участват и половите канали. Нервната система се състои от нервен пръстен около глътката.
Раменоногите са разделнополови с чифтни полови жлези. Размножават се само по полов начин. Имат ресничеста свободнодвижеща се ларва, която посредством метаморфоза се превръща във възрастен индивид.

## Произход и систематика
Днес се срещат около 260 познати вида раменоноги. Типът обаче е бил значително по-многоброен в миналото. Известни са над 30 000 изкопаеми вида. По своето устройство приличат на ектопроктите и форонидите, но по черупката и крачето на мекотелите. Произходът им е неясен.

## Екология
Раменоногите са морски, предимно неподвижни прикрепени за субстрата, животни. Въпреки че видовият състав е ограничен, те са широко разпространени на всякакви дълбочини в тропичните морета. Хранят се с органични остатъци и малки животни.